# Saint-Rémy-la-Varenne

Saint-Rémy-la-Varenne este o comună în departamentul Maine-et-Loire, Franța. În 2009 avea o populație de 987 de locuitori.